# رون هانسن (لاعب كرة قدم)
رون هانسن (بالنرويجية البوكمول: Rune Hansen)‏ هو لاعب كرة قدم نرويجي، ولد في 8 أكتوبر 1949. شارك مع منتخب النرويج لكرة القدم. أما مع النوادي، فقد لعب مع نادي فوليرينغا ونادي ليلستروم.

## وصلات خارجية
- رون هانسن (لاعب كرة قدم) على موقع اتحاد النرويج (النرويجية)
- رون هانسن (لاعب كرة قدم) على موقع قاعدة بيانات كرة القدم.إي يو (الإنجليزية)
- رون هانسن (لاعب كرة قدم) على موقع عالم كرة القدم.نت (الإنجليزية)